# Eiszeit (1975)
Eiszeit ist ein deutsch-norwegischer Spielfilm aus dem Jahre 1975 von Peter Zadek mit O. E. Hasse in der Hauptrolle als ein greiser, an die Person Knut Hamsuns angelehnter Schriftsteller. Dem Film lag das gleichnamige Theaterstück von Tankred Dorst zugrunde.

## Handlung
Der Schauplatz: ein norwegisches Altersheim in den ersten Jahren nach Ende des Zweiten Weltkriegs: Die deutsche Besatzung ist beendet und die Menschen sind glücklich, ihre Freiheit wiedererlangt zu haben. Ein halsstarriger Greis von etwa 90 Jahren steht im Zentrum der Geschichte, und er befindet sich in einer politischen wie gesellschaftlichen Eiszeit. Er ist vollkommen isoliert und wird von den Honoratioren der Gegend wie dem Sparkassendirektor und dem Pfarrer Holm geächtet, weil er sich allzu sehr mit den deutschen Besatzern eingelassen hat. Der Alte ist jedoch nicht einfach nur ein Kollaborateur, sondern zugleich eines der berühmtesten Landeskinder: ein überlebensgroßer Schriftsteller und Nobelpreisträger. 
Trotz seiner Kollaboration mit dem Feind hat man ihn 1945  nicht verhaftet, eingesperrt und kurzen Prozess gemacht, wie etwa mit Vidkun Quisling. Aus Respekt vor des Alten überragender Lebensleistung beließ man es bei dieser Zwangseinweisung in das Altenheim. Der Literat soll sich jedoch für sein Verhalten in einem ordentlichen Gerichtsprozess verantworten. Dazu verhört man ihn und untersucht ihn auch medizinisch. Man versucht herauszubekommen, ob fortgeschrittene Senilität oder eine geistige Verwirrung für sein Verhalten verantwortlich war, und man will wissen, ob er überhaupt noch verhandlungsfähig ist. Doch der alte Mann ist geistig hellwach und beharrt auf seinen politischen Ansichten. Er wolle lieber aufrechten Hauptes von seinen Landsleuten zu einem Verräter und Verbrecher abgestempelt werden, als dass man ihn für einen senilen Schwachkopf hält.
Eines Tages besucht ihn ein junger Mann im Altersheim. Oswald Kronen hatte sich von 1940 bis 1945 dem Widerstand gegen die Nationalsozialisten angeschlossen. In seiner Tasche hat Kronen eine Handgranate versteckt, mit der festen Absicht, den Alten damit, den er als Verräter und Nazikollaborateur ansieht, zu ermorden. Bald aber wird Kronen von der geistigen Frische und intellektuellen Schärfe des Alten gefangen. Man lernt sich näher kennen und beginnt einander zu respektieren. Man lacht sogar gemeinsam und unternimmt Spaziergänge. Der Nobelpreisträger, der seinem Sohn Paul und seiner zweite Frau Vera Ignoranz und Ablehnung entgegenbringt und beide mit intellektuellem Hochmut straft und dadurch ständig verletzt, beginnt Oswald zu umgarnen, sucht dessen Nähe. Er will teilhaben an Kronens Leben und Plänen, an der Zukunft, die Jugend Oswalds um sich herum genießen. 
Als Oswald Kronen das Heim wieder verlässt, reißt der Alte aus und fährt ein Stück des Weges mit ihm. Schließlich aber lässt der ehemalige Widerständler, der sich zu seinem Attentat nicht durchringen konnte, den Greis zurück und kehrt nach Oslo heim. Dort sprengt sich Oswald mit der eigenen Handgranate in die Luft. Der Widerstreit, die aus Bewunderung und zugleich Abscheu für den alten Mann erwachsende Verzweiflung, führten dazu, dass Kronen keinen anderen Ausweg mehr aus seinem inneren Dilemma sah. Wenig später erfährt der Alte im Heim von Oswalds Selbstmord. Er legt eine schwarze Armbinde an und sagt: „Ich trauere um einen Freund.“

## Produktionsnotizen
Eiszeit, eine Film-Fernseh-Gemeinschaftsproduktion, entstand im Sommer 1974 rund um Oslo in Norwegen. Der Film hatte seine Uraufführung am 8. Juli 1975 im Rahmen der Berlinale und am 15. August 1975 seinen Kinostart. Da Eiszeit eine Koproduktion mit dem WDR war, konnte man die Zadek-Verfilmung bereits am 30. November 1975 in der ARD erstmals auch im Fernsehen begutachten.
Für O. E. Hasse war dies die letzte Kinofilmrolle.

## Vorlage
Dorsts Theaterstück Eiszeit erlebte seine deutsche Erstaufführung am 15. März 1973 im Schauspielhaus Bochum und wurde auch dort von Peter Zadek inszeniert. Auch hier spielte Hasse den starrköpfigen Alten.

## Kritiken
Der Spiegel erinnerte daran, dass Vorlageautor Dorst fand, dass Hamsun kein Konformist gewesen sei und lieber Nazi bleiben wollte, als für unzurechnungsfähig erklärt zu werden. Hauptdarsteller Hasse wiederum meinte, "Dieser alte Knüppel ist ja ein ziemliches Ekel – wunderschön zu spielen."
In Die Zeit konnte man lesen, die Eiszeit-Macher hätten gedanklich auf Sinngebung, politische Stringenz und psychologische Stimmigkeit verzichtet. Das Ergebnis sei allerdings Beliebigkeit und somit Langeweile, kurz "Eine Summe von Bild-Nichtigkeiten, aber kein Ganzes", trotz einer Interpretation, die "gespreizt" war und sich "bedeutungsvoll" gab. Fazit: "Und so blieb dann am Ende nichts weiter übrig als eine nördliche Landschaft ... Kunstgewerbe der billigsten Sorte".

„Schauspielerisch ausgezeichneter, geistig jedoch unklarer und etwas verworrener Film um die letzten Lebenstage des norwegischen Dichters Knut Hamsun.“